# Vordingborg Sogn
Vordingborg Sogn ist eine Kirchspielsgemeinde (dän. Sogn) im Süden der Insel Sjælland im südlichen Dänemark.
Bis 1970 gehörte sie zur Harde Bårse Herred im damaligen Præstø Amt, danach zur Vordingborg Kommune im Storstrøms Amt, die im Zuge der Kommunalreform zum 1. Januar 2007 in der „neuen“ Vordingborg Kommune in der Region Sjælland aufgegangen ist.
Im Kirchspiel leben 12.779 Einwohner, der größte Teil davon gehört zu den 11.957 Einwohnern von Vordingborg. Im Nachbarort Nyråd leben 2.491 Menschen. (Stand: 1. Januar 2023).
Im Kirchspiel liegt die Kirche „Vordingborg Kirke“.
Die Halbinsel Knudshoved Odde wird durch das Kastrup Sogn vom Hauptteil des Vordingborg Sogn abgetrennt. Weitere Nachbargemeinden sind im Norden Ørslev Sogn, im Nordosten Øster Egesborg Sogn und im Osten Stensby Sogn. Über die nördlich Farøbroen (dt.: Farøbrücke) ist die Gemeinde mit der Insel Farø im Bogø Sogn verbunden, durch die Storstrømsbroen (dt.: Storstrømsbrücke) mit dem Nørre Vedby Sogn auf der Insel Falster in der Guldborgsund Kommune.